# Süddeutsche Fußballmeisterschaft 1898/99
Die süddeutsche Fußballmeisterschaft 1898/99 war der erste, vom Verband Süddeutscher Fußball-Vereine (VsFV) am 2. Oktober 1898 im Mannheimer Hotel Viktoria beschlossene, offiziell ausgetragene Wettbewerb. Meister wurde der Freiburger FC.
Die Endrunde wurde im Pokalmodus ausgespielt, teilnehmende Vereine gab es acht. Es gab keine regionalen Vorausscheidungen, jeder Verein, der an der Meisterschaft teilnehmen wollte, musste sich beim Verband dafür anmelden. Gespielt wurde nach den Regeln des Deutschen Fußball- und Cricket Bundes. Die Karlsruher Vereine FC Phönix und FC Fidelitas waren bereits wieder ausgetreten.
In Mannheim waren im Lauf des Jahres 1898 die Vereine Mannheimer FC Viktoria 1897, Mannheimer FG Union 1897 und Mannheimer FG Germania 1897 dem VSFV beigetreten. Der älteste Verein der Stadt und Gründungsmitglied des süddeutschen Verbandes, Mannheimer FG 1896, sowie die Mannheimer FG Union nahmen an der Meisterschaftsrunde 1898/99 teil und trugen am 16. Oktober 1898 auf dem Exerzierplatz des FG 1896 das erste Verbandsspiel gegeneinander aus.

## Endrunde 1898/99

### 1. Runde
| 16. Oktober 1898             | 16. Oktober 1898 | 16. Oktober 1898                                  | 16. Oktober 1898 | 16. Oktober 1898 |
| ---------------------------- | ---------------- | ------------------------------------------------- | ---------------- | ---------------- |
| Mannheimer FG 1896           | 13:00            | Mannheimer FG Union 1897 \|Exerzierplatz Mannheim |                  |                  |
| 30. Oktober 1898             |                  |                                                   |                  |                  |
| Frankfurter FC Germania 1894 | 3:2              | 1. Hanauer FC 93 \|Frankfurt                      |                  |                  |
| 6. November 1898             |                  |                                                   |                  |                  |
| Freiburger FC                | 4:3              | Karlsruher FV \|Straßburg                         |                  |                  |
| Heilbronner FK               | 0:5              | 1. FC Pforzheim \|Heilbronn                       |                  |                  |

### 2. Runde
| Mannheimer FG 1896 | 7:1 | Frankfurter FC Germania 1894 \|Mannheim |

### 3. Runde
| 1. FC Pforzheim | 2:1 | Mannheimer FG 1896 \|Exerzierplatz Karlsruhe |

### Finale
| Freiburger FC | 6:1 (4:0) | 1. FC Pforzheim \|Karlsruhe |

Der Freiburger FC spielte mit Hermann Geis – Wagner, F. Schilling – Ernst Schottelius, H. Specht, Philipp Burkart – Th. Schilling, O. Hoog, Felix Hunn, Rudolf Wetzler, B. Schottelius.
Der 1. FC Pforzheim spielte mit Dillmann – Dietz, Wilhelm Hiller – W. Bühler, Sieder, Arthur Hiller – K. Bühler, Grieshaber, Hermann Steudle, Schweigert (vermutlich Ernst Schweickert), Felss.
Schiedsrichter der Begegnung war Fritz Gutsch, Karlsruhe.

## Privatspiele als Vorlauf 1897/98

Spieler des Freiburger FC in einer Aufnahme aus dem Jahr 1898.
Einige von ihnen wurden ein Jahr später Süddeutscher Meister.

Nach den vorliegenden Überlieferungen ist unklar, ob es eine süddeutsche Fußballmeisterschaft 1897/98 gegeben hat. Die Vereine des im Oktober 1897 gegründeten VSFV trugen bereits regelmäßig Spiele gegeneinander aus, in denen bis Ende Mai der Karlsruher FV mit acht Siegen in neun Spielen am erfolgreichsten war. Ob dies aber vom Verband organisierte oder reine Privatspiele waren, ist nicht genau überliefert.
Der Freiburger FC hatte zwar am 13. Februar 1898 dem KFV mit 7:2 eine Niederlage zugefügt, was später auch den Straßburgern mit 4:3 gelang, aber auch das war vermutlich ein Freundschaftsspiel und ihren ersten Meistertitel gewannen die Breisgauer erst im Januar des folgenden Jahres.
Unklare Formulierungen in der 1957er Chronik des Süddeutschen Fußball-Verbandes haben möglicherweise zu dem Irrtum beigetragen.